# Down in the Valley
Down in the Valley è un film del 2005 scritto e diretto da David Jacobson.
È stato presentato nella sezione Un Certain Regard al 58º Festival di Cannes.

## Trama
San Fernando Valley, California. October "Tobe" (Wood), una adolescente alquanto ribelle esce a fare una passeggiata con il fratello minore Lonnie (Culkin). Il giorno dopo Tobe e i suoi amici decidono di andare in spiaggia. Durante una sosta per far benzina vengono assistiti da Harlan (Norton), un giovane, dall'aspetto singolare, molto simile ad un Cowboy. Tobe, attratta dal ragazzo, leggermente più grande di lei, decide di invitarlo ad andare al mare con loro. Lui accetta e mentre sono in mare a fare il bagno, si scambiano un bacio alquanto passionale. In seguito Tobe va a casa di lui e i due hanno un rapporto sessuale. Dopo qualche giorno lui decide di organizzare un vero e proprio primo appuntamento invitando lei e suo fratello Lonnie a prendere qualcosa fuori. Più tardi quella sera inizia l'appuntamento vero e proprio e i due vanno a ballare insieme agli amici di lei e sotto consiglio di Tobe, Harlan assume delle droghe. Il giorno dopo Tobe ritorna a casa e vede il padre (Morse) e il fratello visibilmente preoccupati seduti al tavolo dopo averla aspettata per tutta la notte. Il padre infuria contro la ragazza che per evitare il peggio si rifugia in camera sua. Il padre a quel punto comincia a bussare fortemente alla sua porta pretendendo di voler parlare con lei e all'ennesimo rifiuto colpisce con più forza, lasciando sulla porta danni molto visibili.Incurante degli avvertimenti del padre, Tobe continua a frequentare Harlan. Il giorno dopo Harlan invita Tobe a fare una cavalcata ma vengono sorpresi dal proprietario del cavallo il quale asserisce di non conoscere Harlan, al contrario di quanto aveva detto quest'ultimo, e lo accusa del furto del cavallo. I due ragazzi vengono trattenuti dalla polizia e Wade, il padre di Tobe, si precipita in soccorso della figlia. I due, tornati a casa hanno un ennesimo litigio il quale finisce come il precedente. Il giorno seguente Harlan si ripresenta a casa di Tobe a cavallo ma lei non c'è e trova Lonnie, solo ed annoiato. Decide così di portare il ragazzo sotto un ponte e gli mostra una pistola con la quale gli insegna a sparare. Riportandolo a casa, trova Wade ad aspettarli. Vedendo che Harlan persiste nel suo atteggiamento Wade gli punta una pistola e lo insulta pesantemente, intimando al ragazzo di lasciare in pace sua figlia. Al suo ritorno Tobe viene informata dell'accaduto e ha un'ennesima discussione con il padre, dopo di che scappa via. Raggiunge Harlan in un fast food e gli dice che forse è meglio che non si vedano per un po'. Lui rimane sconvolto dalla sua decisione e lei lo lascia li e torna a casa. In seguito Harlan parte e si intrufola di nascosto nella casa del suo presunto padre naturale, un rabbino, il quale lo aveva abbandonato quando era piccolo. Gli svaligia la casa e dopo aver incassato i soldi del bottino ritorna da Tobe. Quando è da solo in casa, Harlan ama interpretare la parte del cowboy, inscenando delle vere e proprie scorribande in stile vecchio West. Da qui si capisce che la sanità mentale del ragazzo non è delle migliori. In seguito si intrufola di nascosto in casa di Tobe e lei arriva poco dopo. Harlan le chiede di scappare via con lei dopo averle preparato la valigia durante la sua assenza ma Tobe rifiuta chiedendogli con decisione di andarsene. All'improvviso Harlan tira fuori la pistola e senza volerlo le spara un colpo in pieno petto, dopodiché, avendo visto dalla finestra che Wade stava rientrando in quel momento, scappa via dal retro. Wade rinviene la figlia in coma e sospetta subito di Harlan, il quale prima di andarsene aveva chiamato il 911 riattaccando subito dopo. Nel frattempo Harlan si rende conto di avere la camicia sporca del sangue di Tobe e per far ricadere i sospetti su Wade si spara un colpo nel punto esatto dove era la macchia di sangue. Poi si reca nuovamente a casa di Tobe dove trova Lonnie a letto e dopo averlo convinto che è stato suo padre a sparare a sua sorella gli chiede di scappare con lui e il bambino accetta. Tobe fortunatamente si risveglia dal coma e Wade tornando a casa si rende conto che il figlio è sparito e, rivoltosi ad un detective, Sheridan, parte in cerca del figlio. Nel frattempo Harlan e Lonnie, dopo aver passato la notte in un edificio malridotto ripartono e arrivano, guardacaso, al set di un film western. Wade e il detective li raggiungono ed inizia uno scontro a fuoco dove sia il detective che un poliziotto perdono la vita per mano di Harlan. Wade riesce a sparargli, ferendolo gravemente. Dopo essersi rifugiato insieme a Lonnie in una casa in costruzione, Harlan è raggiunto da Wade che lo finisce sotto gli occhi sconvolti del figlio. Diverso tempo dopo vediamo Wade, Tobe e Lonnie che si fermano con il loro pick up in aperta campagna, esattamente in un luogo dove Tobe e Harlan avevano passato forse il più bel momento della loro breve ma intensa storia. Lonnie chiede alla sorella cosa dovrebbe dire e lei gli risponde di non dire niente, ma semplicemente di pensare a lui, dopodiché getta nell'aria le sue ceneri.

## Colonna sonora
La colonna sonora originale del film è stata composta da Peter Salett.